# In My Quiet Room
In My Quiet Room è un album in studio del cantante statunitense Harry Belafonte, pubblicato nel 1966.

## Tracce
1. Quiet Room
2. Portrait of a Sunday Afternoon
3. Raindrops
4. Our Time for Loving
5. The Honey Wind Blows
6. The Girls in Their Summer Dresses
7. Long About Now
8. I'm Just a Country Boy
9. Summertime Love
10. Try to Remember